# Epicharis rufescens
Epicharis rufescens är en biart som beskrevs av Jesus Santiago Moure och Antero Frederico de Seabra 1959. Epicharis rufescens ingår i släktet Epicharis och familjen långtungebin. Inga underarter finns listade i Catalogue of Life.